# Championnat du Nicaragua de football 2014-2015
Navigation
Saison précédente Saison suivante
La Primera División 2014-2015 est la soixante-et-onzième édition de la première division nicaraguayenne.
Lors de ce tournoi, le Real Estelí FC a tenté de conserver son titre de champion du Nicaragua face aux neuf meilleurs clubs nicaraguayens.
La saison était divisée en deux tournois, l'Apertura et le Clausura, les deux vainqueurs se sont disputé le titre de champion à la fin de la saison.
Lors du premier tournoi, chacun des dix clubs participant était confronté deux fois aux neuf autres équipes. Puis les quatre meilleurs se sont affrontés lors d'une phase finale à la fin de la saison.
Lors du second tournoi, des dix clubs participant était confronté deux fois aux neuf autres équipes. Puis les quatre meilleurs se sont affrontés lors d'une phase finale à la fin de la saison.
Seulement une place était qualificative pour la Ligue des champions de la CONCACAF.

## Les 10 clubs participants
| \| Managua : Juventus Managua Deportivo Walter Ferreti Managua FC UNAN Managua Managua Deportivo Ocotal Diriangén FC Real Estelí FC Municipal Jalapa Real Madriz Fox Villa \| Localisation des clubs engagés dans le championnat. |
| Managua : Juventus Managua Deportivo Walter Ferreti Managua FC UNAN Managua Managua Deportivo Ocotal Diriangén FC Real Estelí FC Municipal Jalapa Real Madriz Fox Villa                                                           |

Ce tableau présente les huit équipes qualifiées pour disputer le championnat 2014-2015. On y trouve le nom des clubs, le nom des stades dans lesquels ils évoluent ainsi que la capacité et la localisation de ces derniers.
| Club                     | Stade                                        | Capacité          | Ville    |
| Municipal Jalapa (en)    | Stade Alejandro Ramos                        | 1 000             | Jalapa   |
| Deportivo Ocotal (en)    | Stade Roy Fernandez Bermuda                  | 3 000             | Ocotal   |
| Diriangén FC             | Stade Cacique Diriangén                      | 7 500             | Diriamba |
| Fox Villa (en)           | Stade Ricardo Morales Avilés                 | Capacité inconnue | Jinotepe |
| Juventus Managua         | Stade Olympique de l'Indépendance de Managua | 8 000             | Managua  |
| Managua FC (en)          | Stade Olympique de l'Indépendance de Managua | 8 000             | Managua  |
| UNAN Managua (en)        | Stade Olympique de l'Indépendance de Managua | 8 000             | Managua  |
| Real Estelí FC           | Stade de l'Indépendance                      | 4 800             | Estelí   |
| Real Madriz              | Stade Augusto Cesar Mendoza                  | 3 000             | Somoto   |
| Deportivo Walter Ferreti | Stade Olympique de l'Indépendance de Managua | 8 000             | Managua  |

## Tournoi Apertura
Le tournoi Apertura se déroule de la façon suivante, en deux phases :
- La phase régulière : les dix-huit journées de championnat.
- La phase finale : les matchs aller-retour allant des demi-finales à la finale.

### Phase régulière
Lors de la phase régulière les dix équipes affrontent à deux reprises les neuf autres équipes selon un calendrier tiré aléatoirement.
Les quatre meilleures équipes sont directement qualifiées pour la seconde phase.
Le classement est établi sur le barème de points classique (victoire à 3 points, match nul à 1, défaite à 0).
Le départage final se fait selon les critères suivants :
- Le nombre de points.
- La différence de buts générale.
- Le nombre de buts marqué.

#### Classement
| Rang | Équipe                   | Pts | J  | G  | N | P  | Bp | Bc | Diff |
| ---- | ------------------------ | --- | -- | -- | - | -- | -- | -- | ---- |
| 1    | Deportivo Walter Ferreti | 39  | 18 | 11 | 6 | 1  | 29 | 3  | +26  |
| 2    | Real Estelí FC T         | 36  | 18 | 10 | 6 | 2  | 27 | 9  | +18  |
| 3    | Diriangén FC             | 33  | 18 | 10 | 3 | 5  | 17 | 11 | +6   |
| 4    | Juventus Managua         | 31  | 18 | 9  | 4 | 5  | 24 | 18 | +6   |
| 5    | Managua FC (en)          | 26  | 18 | 7  | 5 | 6  | 24 | 17 | +7   |
| 6    | Deportivo Ocotal (en)    | 25  | 18 | 7  | 4 | 7  | 22 | 21 | +1   |
| 7    | Municipal Jalapa (en)    | 23  | 18 | 6  | 5 | 7  | 18 | 24 | -6   |
| 8    | Real Madriz              | 20  | 18 | 5  | 5 | 8  | 25 | 27 | -2   |
| 9    | UNAN Managua (en) P      | 17  | 18 | 5  | 2 | 11 | 24 | 34 | -10  |
| 10   | Fox Villa (en) P         | 0   | 18 | 0  | 0 | 18 | 10 | 56 | -46  |

| Légende : Qualifications et relégations | Légende : Qualifications et relégations          |
| --------------------------------------- | ------------------------------------------------ |
|                                         | Qualifié pour la seconde phase                   |
|                                         | T Tenant du titre P Promu de la saison 2013-2014 |

#### Matchs
| Résultats (▼dom., ►ext.)                                   | Jal | Dir | Fox | Juv | Man | Oco | Est | Mad | UMa | Wal |
| Municipal Jalapa (en)                                      |     | 2-0 | 2-1 | 1-2 | 0-0 | 0-0 | 0-0 | 3-1 | 3-2 | 0-0 |
| Diriangén FC                                               | 1-0 |     | 3-1 | 1-0 | 0-2 | 1-0 | 0-0 | 2-0 | 1-0 | 0-0 |
| Fox Villa (en)                                             | 0-2 | 1-4 |     | 0-1 | 0-2 | 0-2 | 1-2 | 1-4 | 2-6 | 0-1 |
| Juventus Managua                                           | 1-0 | 0-1 | 5-2 |     | 0-1 | 1-0 | 1-0 | 1-1 | 3-2 | 0-3 |
| Managua FC (en)                                            | 1-2 | 0-1 | 5-0 | 1-3 |     | 4-0 | 0-0 | 3-2 | 0-1 | 0-0 |
| Deportivo Ocotal (en)                                      | 2-1 | 1-0 | 5-1 | 2-2 | 1-0 |     | 0-1 | 0-2 | 3-0 | 1-1 |
| Real Estelí FC                                             | 4-1 | 0-0 | 3-0 | 1-1 | 4-1 | 3-1 |     | 1-0 | 3-1 | 2-0 |
| Real Madriz                                                | 0-0 | 3-1 | 4-0 | 1-3 | 2-2 | 1-1 | 0-2 |     | 1-2 | 0-0 |
| UNAN Managua (en)                                          | 3-1 | 0-1 | 1-0 | 0-0 | 1-2 | 2-3 | 1-1 | 2-3 |     | 0-5 |
| Deportivo Walter Ferreti                                   | 6-0 | 1-0 | 4-0 | 1-0 | 0-0 | 1-0 | 1-0 | 3-0 | 2-0 |     |
| - Victoire à domicile - Match nul - Victoire à l'extérieur |     |     |     |     |     |     |     |     |     |     |

### La Phase Finale
Les quatre équipes qualifiées sont réparties dans un tableau final d'après leur classement général.
En cas d'égalité sur la somme des deux matchs, c'est l'équipe ayant marqué le plus de buts à extérieur qui l'emporte puis une prolongation et une séance de tirs au but ont éventuellement lieu.

#### Tableau
|  |                          |            |                |            |                          |     |   |        |        |        |        |        |
|  | 1/2 finale               | 1/2 finale | 1/2 finale     | 1/2 finale | 1/2 finale               |     |   | Finale | Finale | Finale | Finale | Finale |
|  |                          |            |                |            |                          |     |   |        |        |        |        |        |
|  |                          |            |                |            |                          |     |   |        |        |        |        |        |
|  | Deportivo Walter Ferreti | (1)        | 2              | 0          |                          |     |   |        |        |        |        |        |
|  | Deportivo Walter Ferreti | (1)        | 2              | 0          |                          |     |   |        |        |        |        |        |
|  | Juventus Managua         | (4)        | 0              | 0          |                          |     |   |        |        |        |        |        |
|  | Juventus Managua         | (4)        | 0              | 0          | Deportivo Walter Ferreti | (1) | 1 | 0      |        |        |        |        |
|  |                          |            |                |            |                          | (1) | 1 | 0      |        |        |        |        |
|  |                          |            | Real Estelí FC | (2)        | 0                        | 0   |   |        |        |        |        |        |
|  | Real Estelí FC           | (2)        | Real Estelí FC | (2)        | 0                        | 0   | 2 | 1      |        |        |        |        |
|  | Real Estelí FC           | (2)        |                |            |                          |     | 2 | 1      |        |        |        |        |
|  | Diriangén FC             | (3)        | 2              | 0          |                          |     |   |        |        |        |        |        |
|  | Diriangén FC             | (3)        | 2              | 0          |                          |     |   |        |        |        |        |        |

#### Demi-finales
| Club                     | Aller | Retour | Club             | Commentaire |
| Deportivo Walter Ferreti | 2-0   | 0-0    | Juventus Managua |             |
| Real Estelí FC           | 2-2   | 1-0    | Diriangén FC     |             |

#### Finale
| Match aller      | Real Estelí FC | 0:1 | Deportivo Walter Ferreti | Stade de l'Indépendance |  |
| 14 décembre 2014 |                |     | Jason Casco 36e          |                         |  |

| Match retour     | Deportivo Walter Ferreti | 0:0 | Real Estelí FC | Stade national Dennis Martínez |
| 21 décembre 2014 |                          |     |                |                                |

## Tournoi Clausura
Le tournoi Clausura se déroule de la même façon que les tournois saisonniers précédents, en deux phases :
- La phase régulière : les dix-huit journées de championnat.
- La phase finale : les matchs aller-retour allant des demi-finales à la finale.

### Phase régulière
Lors de la phase régulière les dix équipes affrontent à deux reprises les neuf autres équipes selon un calendrier tiré aléatoirement.
Les quatre meilleures équipes sont directement qualifiées pour la seconde phase.
Le classement est établi sur le barème de points classique (victoire à 3 points, match nul à 1, défaite à 0).
Le départage final se fait selon les critères suivants :
- Le nombre de points.
- La différence de buts générale.
- Le nombre de buts marqué.

#### Classement
| Rang | Équipe                   | Pts | J  | G  | N | P  | Bp | Bc | Diff |
| ---- | ------------------------ | --- | -- | -- | - | -- | -- | -- | ---- |
| 1    | Real Estelí FC T         | 42  | 18 | 13 | 3 | 2  | 53 | 9  | +44  |
| 2    | Deportivo Walter Ferreti | 40  | 18 | 12 | 4 | 2  | 31 | 9  | +22  |
| 3    | Diriangén FC             | 31  | 18 | 9  | 4 | 5  | 28 | 16 | +12  |
| 4    | Municipal Jalapa (en)    | 27  | 18 | 6  | 9 | 3  | 28 | 25 | +3   |
| 5    | Managua FC (en)          | 22  | 18 | 5  | 7 | 6  | 24 | 23 | +1   |
| 6    | Deportivo Ocotal (en)    | 22  | 18 | 6  | 4 | 8  | 27 | 35 | -8   |
| 7    | Juventus Managua         | 18  | 18 | 4  | 6 | 8  | 27 | 45 | -18  |
| 8    | Real Madriz              | 16  | 18 | 3  | 7 | 8  | 26 | 32 | -6   |
| 9    | UNAN Managua (en) P      | 17  | 18 | 3  | 8 | 7  | 16 | 28 | -12  |
| 10   | Fox Villa (en) P         | 7   | 18 | 1  | 4 | 13 | 13 | 54 | -41  |

| Légende : Qualifications et relégations | Légende : Qualifications et relégations          |
| --------------------------------------- | ------------------------------------------------ |
|                                         | Qualifié pour la seconde phase                   |
|                                         | T Tenant du titre P Promu de la saison 2013-2014 |

#### Matchs
| Résultats (▼dom., ►ext.)                                   | Jal | Dir | Fox | Juv | Man | Oco | Est | Mad | UMa | Wal |
| Municipal Jalapa (en)                                      |     | 1-0 | 2-0 | 1-1 | 1-1 | 3-0 | 1-1 | 1-1 | 2-0 | 4-3 |
| Diriangén FC                                               | 0-1 |     | 2-1 | 4-0 | 2-0 | 5-3 | 0-0 | 3-0 | 1-0 | 1-0 |
| Fox Villa (en)                                             | 2-1 | 1-3 |     | 1-3 | 1-3 | 0-1 | 0-7 | 0-2 | 1-1 | 0-4 |
| Juventus Managua                                           | 2-2 | 3-2 | 1-1 |     | 1-1 | 5-1 | 1-6 | 3-4 | 2-1 | 1-1 |
| Managua FC (en)                                            | 2-2 | 0-2 | 4-0 | 4-0 |     | 1-2 | 0-1 | 3-2 | 1-1 | 0-2 |
| Deportivo Ocotal (en)                                      | 1-1 | 1-1 | 4-2 | 4-1 | 1-1 |     | 0-2 | 2-0 | 3-1 | 1-2 |
| Real Estelí FC                                             | 5-1 | 2-0 | 9-0 | 2-1 | 0-0 | 3-0 |     | 3-0 | 6-0 | 1-2 |
| Real Madriz                                                | 3-3 | 1-1 | 2-2 | 5-0 | 2-3 | 2-2 | 1-3 |     | 0-0 | 0-1 |
| UNAN Managua (en)                                          | 2-0 | 1-1 | 1-1 | 2-2 | 0-0 | 4-1 | 0-2 | 2-1 |     | 0-0 |
| Deportivo Walter Ferreti                                   | 1-1 | 1-0 | 4-0 | 3-0 | 3-0 | 1-0 | 2-1 | 0-0 | 4-0 |     |
| - Victoire à domicile - Match nul - Victoire à l'extérieur |     |     |     |     |     |     |     |     |     |     |

### La Phase Finale
Les quatre équipes qualifiées sont réparties dans un tableau final d'après leur classement général.
En cas d'égalité sur la somme des deux matchs, c'est l'équipe ayant marqué le plus de buts à extérieur qui l'emporte puis une prolongation et une séance de tirs au but ont éventuellement lieu.

#### Tableau
|  |                          |            |              |            |                |     |   |        |        |        |        |        |
|  | 1/2 finale               | 1/2 finale | 1/2 finale   | 1/2 finale | 1/2 finale     |     |   | Finale | Finale | Finale | Finale | Finale |
|  |                          |            |              |            |                |     |   |        |        |        |        |        |
|  |                          |            |              |            |                |     |   |        |        |        |        |        |
|  | Real Estelí FC           | (1)        | 0            | 3          |                |     |   |        |        |        |        |        |
|  | Real Estelí FC           | (1)        | 0            | 3          |                |     |   |        |        |        |        |        |
|  | Municipal Jalapa (en)    | (4)        | 1            | 1          |                |     |   |        |        |        |        |        |
|  | Municipal Jalapa (en)    | (4)        | 1            | 1          | Real Estelí FC | (1) | 2 | 0      |        |        |        |        |
|  |                          |            |              |            |                | (1) | 2 | 0      |        |        |        |        |
|  |                          |            | Diriangén FC | (3)        | 1              | 0   |   |        |        |        |        |        |
|  | Deportivo Walter Ferreti | (2)        | Diriangén FC | (3)        | 1              | 0   | 0 | 0      |        |        |        |        |
|  | Deportivo Walter Ferreti | (2)        |              |            |                |     | 0 | 0      |        |        |        |        |
|  | Diriangén FC             | (3)        | 2            | 0          |                |     |   |        |        |        |        |        |
|  | Diriangén FC             | (3)        | 2            | 0          |                |     |   |        |        |        |        |        |

#### Demi-finales
| Club                     | Aller | Retour | Club                  | Commentaire |
| Real Estelí FC           | 0-1   | 3-1    | Municipal Jalapa (en) |             |
| Deportivo Walter Ferreti | 0-2   | 0-0    | Diriangén FC          |             |

#### Finale
| Match aller  | Real Estelí FC                       | 2:1 | Diriangén FC     | Stade de l'Indépendance, Estelí |  |
| 27 juin 2015 | Manuel Rosas 13e · Samuel Wilson 43e |     | Luis Peralta 80e |                                 |  |

| Match retour   | Diriangén FC | 0:0 | Real Estelí FC | Stade Cacique Diriangén, Diriamba |
| 5 juillet 2015 |              |     |                |                                   |

## Classement cumulatif
| Rang | Équipe                     | Pts | J  | G  | N  | P  | Bp | Bc  | Diff |
| ---- | -------------------------- | --- | -- | -- | -- | -- | -- | --- | ---- |
| 1    | Deportivo Walter Ferreti C | 79  | 36 | 23 | 10 | 3  | 60 | 12  | +48  |
| 2    | Real Estelí FC             | 78  | 36 | 23 | 9  | 4  | 80 | 18  | +62  |
| 3    | Diriangén FC               | 64  | 36 | 19 | 7  | 10 | 45 | 27  | +18  |
| 4    | Municipal Jalapa (en)      | 50  | 36 | 12 | 14 | 10 | 46 | 49  | -3   |
| 5    | Juventus Managua           | 49  | 36 | 13 | 10 | 13 | 51 | 63  | -12  |
| 6    | Managua FC (en)            | 48  | 36 | 12 | 12 | 12 | 48 | 40  | +8   |
| 7    | Deportivo Ocotal (en)      | 47  | 36 | 13 | 8  | 15 | 49 | 56  | -7   |
| 8    | Real Madriz                | 36  | 36 | 8  | 12 | 16 | 51 | 59  | -8   |
| 9    | UNAN Managua (en) P        | 34  | 36 | 8  | 10 | 18 | 40 | 62  | -22  |
| 10   | Fox Villa (en) P           | 7   | 36 | 1  | 4  | 31 | 23 | 110 | -87  |

| Légende : Qualifications et relégations | Légende : Qualifications et relégations                                      |
| --------------------------------------- | ---------------------------------------------------------------------------- |
|                                         | Ligue des champions de la CONCACAF 2015-2016 (Phase de groupes)              |
|                                         | Qualifié pour le barrage de relégation en Segunda División                   |
|                                         | Relégué en Segunda División                                                  |
|                                         | C Vainqueur d'un des deux tournois de l'année P Promu de la saison 2013-2014 |

## Barrage de relégation
| Club              | Aller         | Retour        | Club          | Commentaire |
| UNAN Managua (en) | Score inconnu | Score inconnu | FC San Marcos |             |

## Finale du championnat
| Match aller     | Real Estelí FC | 0:1   | Deportivo Walter Ferreti | Stade de l'Indépendance |  |
| 11 juillet 2015 |                | (0:0) | Jose Laureiro 55e        |                         |  |

| Match retour    | Deportivo Walter Ferreti | 1:1   | Real Estelí FC       | Stade national Dennis Martínez |  |
| 20 juillet 2015 | Daniel Cadena 2e         | (1:0) | Samuel Wilson 48 pen |                                |  |

## Bilan du tournoi
| Championnat du Nicaragua de football 2014-2015   |                                     |
| Champion                                         | Deportivo Walter Ferreti (3e titre) |
| Dauphin                                          | Real Estelí FC                      |
| Qualifications continentales                     |                                     |
| Ligue des champions 2015-2016 (Phase de groupes) | Deportivo Walter Ferreti            |
| Promotions et relégations                        |                                     |
| Promus en Primera División                       | Chinandega FC (en)                  |
| Relégués en Segunda División                     | Fox Villa (en)                      |

## Statistiques

### Buteurs
| Rang | Nom | Équipe | Buts |
| 1    | -   | -      | -    |
| 2    | -   | -      | -    |